# Grito de Baire
El Grito de Baire fue un levantamiento simultáneo organizado en unas 350 localidades cubanas ―entre ellas Baire, pueblo situado a unos 75 km de Santiago de Cuba― por el líder independentista cubano José Martí el día 24 de febrero de 1895. Varios grupos de independentistas cubanos del Ejército Mambí, prácticamente sin armas, atacaron a las tropas españolas.
Este levantamiento simultáneo fue en general favorable para los independentistas cubanos, y marcó el inicio de la Guerra Necesaria (la guerra entre Cuba y España), en la que José Martí tuvo un rol fundamental. En 1898, Cuba se independizó de España.

## Ubicación geográfica
Baire (Cuba) es división administrativa histórica de la jurisdicción de Jiguaní en la Provincia Oriental de la isla de Cuba.
Actualmente, Consejo Popular de Baire forma parte del municipio de Contramaestre en la provincia de Santiago de Cuba.

## Grito de Baire
"Aunque fueron varias las localidades donde se produjo esta rebelión, a las páginas de la historia pasó el conocido como Grito de Baire"
El Ejército liberador de Cuba, conocido como el Ejército Mambí, se levantó en armas para atacar a las fuerzas españolas que controlaban la isla caribeña. Aunque el levantamiento fracasó en la zona occidental —en La Habana fueron detenidos su impulsores, Julio Sanguily y José María Aguirre Valdés, y en Matanzas los cabecillas de la rebelión fueron apresados y algunos de ellos ajusticiados—, sí que triunfó en la occidental. Aunque fueron varias las localidades donde se produjo esta rebelión, comandadas por diferentes militares como Moncada y Masó, a las páginas de la historia pasó el conocido como Grito de Baire. Los cubanos emprendieron su emancipación, planificada y liderada desde el exterior por José Martí, con el lema : «¡Viva la independencia y Viva Cuba libre!».
El 24 de febrero de 1895 el pueblo cubano estalló en un grito por la independencia del dominio español dando inicio a la Guerra del 95. Gracias a la provincia oriental se pudo ver materializado el reinicio de la gesta por la liberación nacional, debido a que habían fracasado los alzamientos previstos en el  occidente al mando de Julio Sanguily. 
Hubo varios levantamientos victoriosos en Oriente, dirigidos por los mayores generales Guillermón Moncada en el alzamiento en La Lombriz y Bartolomé Masó en Bayate, haciéndolo simultáneamente Quintín Banderas en San Luis, Alfonso Goulet en El Cobre, Victoriano Garzón en El Caney, Pedro Pérez en La Confianza, Guantánamo, y otros patriotas en Holguín. Sin embargo, fue el Grito de Baire el que quedaría inmortalizado en la historia. Ese histórico día Saturnino Lora gritó en medio de la plaza: ¡Viva la independencia y Viva Cuba libre! Y anunció que la guerra comenzaba nuevamente.
Otros nombres y alzamientos: «Grito de Ibarra», «Grito de Guantánamo» o «Grito de Manzanillo», o mejor todavía, Grito de Oriente.

## Orden de alzamiento
Ante el fracaso del plan de la Fernandina, Martí propone a Máximo Gómez no postergar la orden de alzamiento. El 29 de enero de 1895, se reúnen Martí con el comandante del 68 Enrique Collazo (representante de Juan Gualberto Gómez) y el coronel del 68 José María Rodríguez Rodríguez (representante de Gómez) en Nueva York, donde escriben y firman carta para Juan Gualberto Gómez autorizando el alzamiento simultáneo de las regiones comprometidas para la segunda quincena de febrero, y recomiendan que dicho alzamiento sea progresivo de Oriente a Occidente, y que les llegarían expediciones con recursos. El delegado nacional del PRC en Cuba, circula la carta por toda la isla con Miguel Ángel Duque.
El 7 de febrero Juan G. Gómez envía cablegrama con la clave "giros aceptados" a Martí significando el acuerdo final para la guerra, y envía comisiones para confirmar como fecha de alzamiento el 24 de febrero (domingo festivo): comisionado Pedro Betancourt Dávalos a Las Villas donde (el coronel del 68) Francisco Carrillo acepta, comisionado Juan Tranquilino Latapier a Oriente donde (el Mayor general del 68 y 79) Guillermo Moncada y (el coronel del 68) Bartolomé Masó aceptan. La Junta de La Habana se reúne y acordaron que fuera el 24 de febrero, el cual era festivo y lo comunicaron a Marti y a los jefes militares locales por cable y clave, es decir, un telegrama donde la clave era Martínez en un texto cualquiera.

## Alzamientos de las fuerzas libertadoras

### Alzamientos en el occidente y centro de Cuba
a) Pinar del Río: No hubo alzamientos.
b) La Habana: Son detenidos los principales jefes de la región, Julio Sanguily (Mayor general del 68) y José María Aguirre Valdés (Coronel del 68).
c) Matanzas:
Varios grupos de alzados son disueltos. Unos son muertos, otros apresados y el resto huye.
- Manuel García Ponce se alza con una partida y es asesinado el 24 de febrero por un traidor. Se disuelve la partida cerca de la ciudad de Matanzas (debía unirse a Betancourt).
- Antonio Curbelo es asesinado el 24 de febrero al intentar salir de Jagüey Grande para constituir una partida.
- Antonio López Coloma y Juan Gualberto Gómez se alzan con una partida en la Finca Ignacia (cerca de Ibarra) el 24 de febrero, siendo atacados por una columna española. Cae preso Coloma el 28. Disuelta la partida, Juan Gualberto Gómez se acoge al indulto el 1 de marzo, siendo posteriormente enviado prisionero a África. Más adelante, en 1896, López Coloma sería fusilado por los españoles.
- Pedro Betancourt Dávalos se alza con los hermanos Acevedo y una partida el 24 de febrero. El 28 de febrero Betancourt se entregó a las autoridades, siendo posteriormente desterrado. Pedro Acevedo es apresado.
- José Martín Marrero se alza con una partida de 29 hombres en Jagüey Grande el 24 de febrero. El 26 combaten en Palma Boniato, siendo dispersados y obligados a refugiarse en la Ciénaga de Zapata. El 3 de marzo se presenta a las autoridades españolas.
- Joaquín Pedroso se alza junto a Matagás, jefe de una partida de bandoleros al servicio de la revolución en la ciénaga, cerca de Aguada de Pasajeros. El 4 de marzo se disuelven, Pedroso es apresado y Matagás, con el grueso de los hombres, se refugia en la ciénaga.

d) Las Villas: El 24 de febrero el coronel del 68 Francisco Carrillo Morales es detenido en Remedios y conducido a la fortaleza de Cabañas.
e) Camagüey: Coroneles del 68 Enrique Loret de Mola y Gonzalo Moreno se retiran de la conspiración. Solo tiempo después hubo un grupo de alzados dirigidos por Francisco Recio.
De forma general, el alzamiento en las regiones occidental y central fracasaron, incluyendo la captura de los jefes militares de los mismos, el mayor general del 68 Julio Sanguily y el coronel del 68 Francisco Carrillo Morales.

### Alzamientos en el oriente de Cuba
Oriente:
- El 16 de febrero de 1895 Juan Tranquilino Latapier entregó la orden de alzamiento al Mayor General del 68 y 79 Guillermón Moncada en Santiago de Cuba, y al regresar se la entregó al coronel del 68 Bartolomé Masó en Manzanillo.
- Al mayor general Guillermón Moncada, jefe militar del PRC en Oriente, le correspondía dirigir el alzamiento en la región sureste, debido al arraigo que tenía entre los campesinos y veteranos de las zonas de Guantánamo y Baracoa donde operó en la guerra del 68 y 79, y por el entusiasmo que despertaba en la juventud heroica de Santiago de Cuba.
- El Coronel el 68 Bartolomé Masó compartía como segundo la dirección militar en Oriente y le correspondía dirigir personalmente el alzamiento en la región noroeste, por uno de los pocos sobrevivientes del alzamiento de La Demajagua en 1868, por su prestigio e influencia en la zona del Cauto.

#### Alzamientos en el primer cuerpo Oriental de Cuba
El 22 de febrero el mayor general Guillermón Moncada recibe telegrama para el alzamiento y da aviso al teniente coronel Pedro Agustín Pérez jefe del movimiento en Guantánamo, y al resto de los jefes de la región y a los de la región de Baire y Jiguaní. Moncada parte de Santiago de Cuba hacia Alto Songo.
a) Alzamiento en la zona de Guantánamo:
- Teniente coronel del 79 Pedro Agustín Pérez jefe del Movimiento de la zona junto a Comandante del 68 Prudencio Martínez, Comandante del 68 Evaristo Lugo, se pronuncia en la Finca La Confianza, el día 25 ocupa el fuerte Sabana de Coba. Había prometido a Emilio Giro comisionado del Mayor General Antonio Maceo, tener la costa libre para un desembarco expedicionario. 89 hombres
- Comandante Enrique Tudela toma el fuerte San Nicolás en Jatibonico (barrio de Caimanera) y atacó los fuertes de El Toro y el de María del Pilar.

b) Alzamiento en Santiago de Cuba:
- Mayor general del 68 y 79, Guillermón Moncada se pronunció en La Lombriz (Alto Songo) con 29 hs. TC 68 y 79 Quintín Bandera se alza en San Luis con 11 hs.
- Comandante Alfonso Goulet se alza en El Cobre (Cambute) con el Comandante del 68 Martín Torres, el Capitán Germán Hechavarria, el Comandante José Dolores Vicente, el Teniente del 68 Juan Lorente, Limbano Gutiérrez y 25 hombres.
- Comandante del 68 Victoriano Garzón se alza en El Caney con el Comandante (Capitán del 68) Valeriano Hierrezuelo, (capitán) Lorenzo González, (Teniente) Luis Hechavarria. 11 hombres
- Comandante del 68 Luis Bonne se alza en Ti Arriba con 8 hombres.
- Teniente coronel del 79 (Captan 68) Benigno Ferie Barbie se alza en Alto Songo.
- Teniente del 68 Manuel La O Jay y Alférez Félix Cayamo se alzan en Palma Soriano con 15 hombres.
- Coronel Matías Vega Alemán se alza en Mayarí.
- Capitán Modesto Ríos con 14 hombres.
- Capitán Andrés Hernández con 10 hombres.
- Sargento Silvestre Ferrer Cuevas con 20 hombres.

#### Alzamientos en el segundo cuerpo Oriental de Cuba
Juan Gualberto Gómez envía telegramas al coronel del 68 Bartolomé Masó en Manzanillo el 22 de febrero, quien despachó comisiones:
- Nombra Coronel a José Miró Argenter y le ordena sublevar la zona de Holguín y llevar instrucciones al Coronel José Manuel Capote (en su finca San Diego) y avisar a los hermanos Sartorio (zona de Holguín) con el práctico teniente Leonardo Alba.
- Nombra Coronel a Esteban Tamayo y Tamayo (de visita en Manzanillo) y le ordena sublevarse en Barrancas, y llevarle instrucciones a Joaquín y Francisco Estrada.
- Envía a Juan Francisco Blanco (Bellito) con instrucciones al TC 68 y 79 Jesús Rabí en Jiguaní.

a) Alzamiento en el Municipio de Holguín (24 de febrero): El coronel José Miró Argenter no pudo sublevar la zona y el 1.º de marzo con un grupo de alzados abandona Holguín hacia Cayamas de Cauto, donde había campamento de Las Tunas.
b) Alzamiento en el Municipio de Jiguaní (24 de febrero):
- El Cmdte. (Capitán del 68) Florencio Salcedo jefe militar del PRC en la zona de Jiguaní y Baire ordena la sublevación a los veteranos:
- Comandante del 68 y 79 Fernando Cutiño se alza con tropa en Santa Cruz (Jiguaní).
- Capitán del 68 José Reyes Arencibia se alza con tropa (Jiguaní).
- Capitán del 68 Víctor Ramos y el capitán 79 Saturnino Lora se alzan con tropa en Baire.

El día 25 todas estas fuerzas alzadas se reúnen en Baire y en asamblea de jefes y oficiales nombran al teniente coronel Carlos Suárez jefe provisional y al Cmdte. Fernando Cutiño Zamora jefe de comisión con 5 hombres más para buscar al teniente coronel 68 Jesús Rabí en Arroyo Blanco para nombrarlo jefe militar del término de Jiguaní. El teniente coronel 68 Rabí con su hermano Francisco Rabí y el captan 68 Francisco Blanco en su recorrido hacia Baire recopilan armas y reclutan hombres, llegando al campamento de los sublevados en Cuica y lo trasladan a La Salada. Realizan acciones.
c) Alzamiento en el Municipio de Bayamo (24 de febrero):
- Teniente coronel del 68 José Manuel Capote con 40 hombres se alza en su finca La Estrella, acampando en San Diego en las márgenes del río Bayamo (al norte de la ciudad de Bayamo).
- Comandante (Capitán del 68) Amador Liens Cabrera con sus hermanos Pastor y Cornelio y el capitán 68 Joaquín Espinosa y cerca de 50 hombres se alzan en Buey Arriba (poblado de la Sierra Maestra al sur de Bueycito).
- Coronel Joaquín Estrada Estrada con 95 u 80 hombres se alza en su finca El Mogote en la sabana de Valenzuela (al suroeste de la ciudad de Bayamo). Se les incorpora las fuerzas de Ismael Estrada y el comandante (Capitán del 68) Amador Liens Cabrera que suman cerca de 80 hombres. El 27 realiza la protesta del Mogote y se dirige a Yara.
- Coronel Esteban Tamayo con 80 hombres se alza en su finca Vega de la Piña, cerca de barrancas, donde establece campamento y organiza el escuadrón Hatuey.

Estas fuerzas realizan acciones militares:
(27 de febrero) Combate de ciénaga de Jucaibama, camino entre Veguitas y Bayamo: Cnel. Esteban Tamayo con 65 jinetes interceptan y apresan a 45 españoles del Rgto. Habana.
(28 de febrero) Toma de Veguitas: Las fuerzas conjuntas dirigidas por Esteban Tamayo, Joaquín Estrada y Juan Masó Parra, requisan cerca de 150 Remington y 10 000 tiros.
(5 de marzo) Toma de Cauto Embarcadero: Esteban Tamayo con tropa obtiene pocas armas y 300 tiros.
d) Alzamiento en el Municipio de Manzanillo (24 de febrero):
El coronel del 68 Bartolomé Masó se traslada a su finca La Yaguita y celebra una reunión el 22 de febrero con los conspiradores y da instrucciones:
- Nombra capitán a Amador Guerra, quien junto a Enrique Céspedes y tropa debían el 24 pronunciarse en Calicito y recorrer los ingenios recogiendo hombres y pertrechos.
- A Gaspar Perea ir a Yara a recoger hombres y avisar a Juan Masó Parra.

El 24 de febrero Coronel Bartolomé Masó lanzó Proclama de la revolución y organiza el Cuartel General: jefe de Estado mayor Cnel. José Celedonio Rodríguez, jefe de escolta capitán Pascual Mendoza, ayudantes José López Chávez, Enrique Céspedes Romagoza, Manuel Torriente, etc.
- Capitán Amador Guerra con 15 hombres busca armas a Calicito y ataca la guarnición de Cayo Espino. Organiza el Rgto Gua.
- Juan Masó Parra con 80 hombres se alza en la finca Santo Tomás y toma Yara donde requisa 18 armas, municiones y recluta hombres. Acampa en Sabana de Loma.
- Sargento Dominador de la Guardia se alza en barrio Ceiba Hueca, requisa armas y recluta hombres en Media Luna, Niquero y Velis.

(25 de febrero) Juan Masó Parra pide a Esteban Tamayo y Joaquín Estrada del municipio de Bayamo a realizar acción conjunta sobre Veguitas (municipio Bayamo).
(26 de febrero) Capitán Amador Guerra con escuadrón de 80 hombres Rgto Gua. Juan Masó Parra organiza el Rgto Luz de Yara.
(27 de febrero) capitán Amador Guerra con escuadrón Rgto Gua ocupa el cuartel de Campechuela abandonado por el enemigo, ocupando 57 armas, 6 cajas de 100 tiros cada uno, y ocupa el cuartel de la guardia civil. Acampa en Media Luna con 200 jinetes.
Alzamiento en Santiago de Cuba: 
• Mayor general Guillermón Moncada se pronunció en La Lombriz, (Alto Songo) con 29 hombres y TC Quintín Bandera se alza en San Luis con 11 hs. 
• Comandante Alfonso Goulet se alza en El Cobre (Cambute) con el Comandante del 68 Martín Torres, el Capitán Germán Hechavarria, el Comandante José Dolores Vicente, el Teniente del 68 Juan Lorente, Limbano Gutiérrez y 25 hombres. 
• Comandante del 68 Victoriano Garzón se alza en El Caney con el Comandante (Capitán del 68) Valeriano Hierrezuelo, (capitán) Lorenzo González, (Teniente) Luis Hechavarria y 11 hombres. 
• Comandante del 68 Luis Bonne se alza en Ti Arriba con 8 hombres. 
• Teniente coronel del 79 (Captan 68) Benigno Ferie Barbie se alza en Alto Songo. 
• Teniente del 68 Manuel La O Jay y Alférez Félix Cayamo se alzan en Palma Soriano con 15 hombres. 
• Coronel Matías Vega Alemán se alza en Mayarí: Capitán Modesto Ríos con 14 hombres, Capitán Andrés Hernández con 10 hombres, Sargento Silvestre Ferrer Cuevas con 20 hombres.
Alzamientos en el segundo cuerpo Oriental de Cuba.
Juan Gualberto Gómez envía telegramas al coronel del 68 Bartolomé Masó en Manzanillo el 22 de febrero, quien despachó comisiones: 
• Nombra Coronel a José Miró Argenter y le ordena sublevar la zona de Holguín y llevar instrucciones al Coronel José Manuel Capote (en su finca San Diego) y avisar a los hermanos Sartorio (zona de Holguín) con el práctico teniente Leonardo Alba. 
• Nombra Coronel a Esteban Tamayo y Tamayo (de visita en Manzanillo) y le ordena sublevarse en Barrancas, y llevarle instrucciones a Joaquín y Francisco Estrada. 
• Envía a Juan Francisco Blanco (Bellito) con instrucciones al TC 68 y 79 Jesús Rabí en Jiguaní. 
• Capitán del 68 Víctor Ramos y el Capitán 79 Saturnino Lora se alzan con tropa en Baire. 
El día 25 todas estas fuerzas alzadas se reúnen en Baire y en asamblea de jefes y oficiales nombran al Teniente Coronel Carlos Suárez jefe provisional y al Cmdte Fernando Cutiño Zamora jefe de comisión con 5 hombres más para buscar al Teniente Coronel 68 Jesús Rabí en Arroyo Blanco para nombrarlo jefe militar del término de Jiguaní. El Teniente Coronel 68 Rabí con su hermano Francisco Rabí y el captan 68 Francisco Blanco en su recorrido hacia Baire recopilan armas y reclutan hombres, llegando al campamento de los sublevados en Cuica y lo trasladan a La Salada.

## Enseñanza en las escuelas cubanas
Desde el Perfeccionamiento Docente de 1977, en la enseñanza de la historia en las escuelas cubanas actuales se le otorga el carácter de «levantamiento simultáneo» a los acontecimientos del 24 de febrero de 1895, sin centrarlo en una localidad determinada.